# Buchtel (Ohio)
Buchtel est un village américain situé dans les comtés d'Athens et de Hocking, dans l'Ohio. Selon le recensement de 2010, sa population est de 558 habitants.